# François Ier d'Orléans-Longueville
Pour les articles homonymes, voir François, François Ier, François d'Orléans et François d'Orléans-Longueville.
 (mai 2020).
Si vous disposez d'ouvrages ou d'articles de référence ou si vous connaissez des sites web de qualité traitant du thème abordé ici, merci de compléter l'article en donnant les références utiles à sa vérifiabilité et en les liant à la section « Notes et références ».
François Ier d'Orléans, de la maison capétienne Orléans-Longueville, (1447–1491), est pair de France, comte de Dunois, de Longueville, et de Tancarville, baron de Varenguebec, vicomte de Melun, seigneur de Parthenay, de Beaugency, de Château-Renault, gouverneur du Dauphiné et de Normandie, connétable et chambellan de Normandie.

## Biographie
Fils aîné du célèbre Jean de Dunois (Jean bâtard d'Orléans) et de Marie d'Harcourt (branche des seigneurs de Montgomery, Abbeville, Melun, Tancarville, Parthenay, Châtelaillon), il fut aussi le père du premier duc de Longueville, et tige de la maison d'Orléans-Longueville. Chambellan de France, il fut également chargé des offices de chambellan de Normandie (attaché au titre de comte de Tancarville) et de Connétable de Normandie (attaché au titre de baron de Varenguebec).
Au cours de la Guerre folle, il prit parti pour le prétendant Louis II d'Orléans et contre la régente Anne de Beaujeu. Il s'empara du château de Parthenay en juin 1487, puis rallia les troupes rebelles à Nantes. Déclaré coupable de lèse-majesté en janvier 1488, il est finalement amnistié un an plus tard avec son comparse Lescun lorsqu’Anne de Bretagne devient duchesse.
Il épouse le 2 juillet 1466 Agnès de Savoie (1445-1508), l'une des dix-sept enfants du duc Louis Ier de Savoie et de la princesse Anne de Lusignan de Chypre, avec qui il a :
- François II d'Orléans-Longueville (1470-1512), comte de Dunois et Longueville, etc., premier duc de Longueville, sans postérité ;
- Louis Ier d'Orléans-Longueville (1480-1516), comte de Montgommery, prince de Châtelaillon et vicomte d'Abbeville, puis duc de Longueville, etc., après son frère, qui continue la descendance ;
- Jean d'Orléans-Longueville (1484-1533), archevêque de Toulouse, évêque d'Orléans et cardinal.